# Valdiza Alencar
Valdiza Alencar de Souza, née le 20 septembre 1938 à Sena Madureira et morte le 6 mai 2004 à Boca do Acre, est une syndicaliste seringueira.

## Biographie
Valdiza Alencar naît le 20 septembre 1938 à Sena Madureira sur les rives du Macao-Mathan.
En 1975, elle entend à la radio que João Maia da Silva Filho (pt) compte créer le Sindicato de Trabalhadores Rurais de Brasiléia. Elle décide de le rejoindre et participe à la fondation du syndicat. Dans les années 1980, Alencar se sépare de son mari et déménage avec ses enfants à Rio Branco.
Valencar meurt le 6 mai 2004 à Boca do Acre.

## Postérité
En 2023, la pièce de théâtre Vozes da Floresta retrace la vie de Valdiza Alencar,.